# طيثارة سبخية
طيثارة سبخية أو الذبابة الأوروبية طويلة الأرجل (الاسم العلمي: Tipula paludosa) هي نوع من الحشرات تتبع جنس الطيثارة من الفصيلة الطيثارية.